# Conopyge tibialis
Conopyge tibialis är en stekelart som beskrevs av Joseph Kriechbaumer 1898. Conopyge tibialis ingår i släktet Conopyge och familjen brokparasitsteklar. Inga underarter finns listade i Catalogue of Life.